# Peribasis larvata
Peribasis larvata là một loài bọ cánh cứng trong họ Cerambycidae.